# Lignan-sur-Orb
Lignan-sur-Orb – miejscowość i gmina we Francji, w regionie Oksytania, w departamencie Hérault.
Według danych na rok 1990 gminę zamieszkiwały 2543 osoby, a gęstość zaludnienia wynosiła 746 osób/km² (wśród 1545 gmin Langwedocji-Roussillon Lignan-sur-Orb plasuje się na 150. miejscu pod względem liczby ludności, natomiast pod względem powierzchni na miejscu 1075.).